# Tanjung Ganti II
Tanjung Ganti II is een bestuurslaag in het regentschap Kaur van de provincie Bengkulu, Indonesië. Tanjung Ganti II telt 543 inwoners (volkstelling 2010).